# 미카 뮐륄래
미카 크리스티안 뮐륄래(핀란드어: Mika Kristian Myllylä, 1969년 9월 12일 - 2011년 7월 5일)는 핀란드의 크로스컨트리 선수이다. 그는 동계 올림픽에서 6개의 메달을 땄다.
뮐륄래는 FIS 노르딕 세계 스키 선수권 대회에서 총 9개의 메달을 땄다. 뮐륄래는 1998년 동계 올림픽 30km에서 금메달을 획득했다.
그는 2001년 FIS 노르딕 세계 스키 선수권 대회에서 히드록시에틸 전분 복용에 따른 도핑으로 적발될 때까지 크로스컨트리 스키 역사상 가장 위대한 선수였다. 이러한 스캔들은 야리 이소메차와 하리 키르베스니에미를 포함한 5명의 다른 핀란드 스키 선수에게도 영향을 미쳤다. 뮐륄래는 결과적으로 FIS에서 2년 동안의 선수 자격 정지 징계를 받았다. 2011년 재판과 관련하여 뮐륄래는 자신의 선수 경력 중 1990년대 EPO 사용을 자백했다.
선수 자격 정지 징계가 풀린 후 뮐륄래는 현역 무대로 복귀하려고 했다. 그러나 뮐륄래는 핀란드 선수권 대회 우승에도 불구하고 국제 대회 수준으로 돌아가지 못했다. 뮐륄래는 2005년에 현역에서 은퇴했다. 그 후 몇년 동안 그는 핀란드 타블로이드 신문에서 광범위하게 다루어진 알코올 관련 문제에 개입했다. 2011년 7월 5일에, 뮐륄래는 코콜라에 있는 자신의 집에서 죽은 채로 발견되었다. 경찰 수사에 따르면, 그의 죽음은 사고였다.

## 참조
1. ↑  Dennies Hevesi (2011년 7월 5일). “미카 뮐륄래, 41세로 사망”.

## 참고 자료
- 미카 뮐륄래 - 국제 스키 연맹